# وليام تشارلز تشامبرلين
ويليام تشارلز تشامبرلين (بالإنجليزية: William Charles Chamberlain) (ولد في 21 أبريل 1818 - توفي في 27 فبراير 1878) كان أدميرال في البحرية الملكية البريطانية.

## العائلة
كان ويليام الابن البكر للدبلوماسي السير هنري تشامبرلين، البارون الأول، من زوجته الثانية آن يوجينيا نيي مورغان.
تزوج تشامبرلين أولاً، اليزابيث جين (29 أغسطس 1856)، ابنة الضابط البحري والمسافر والمؤلف الكابتن باسيل هول. أصبح لديهم 3 أطفال، باسيل هول تشامبرلين (1850-1935)، وهو عالم في اليابان، سير هنري تشامبرلين (1853-1923)، قائد برتبة ملازم في البحرية الملكية البريطانية، وهيوستن ستيوارت تشامبرلين (1855-1927)،المؤرخ الطبيعي ومؤلف كتاب (الوصف الأدق من قاموس السير الذاتية الوطنية "الكاتب السلالي").
تشامبرلين تزوج للمرة الثانية، سارة مورغان (29 ديسمبر 1921)، ابنة توماس هولرويد في 29 أكتوبر 1872. أصبح لديهم ابنة، هارييت سارة، التي لقت حتفها وهي غير متزوجة في 17 آذار 1939.